# La hoguera de las vanidades (novela)

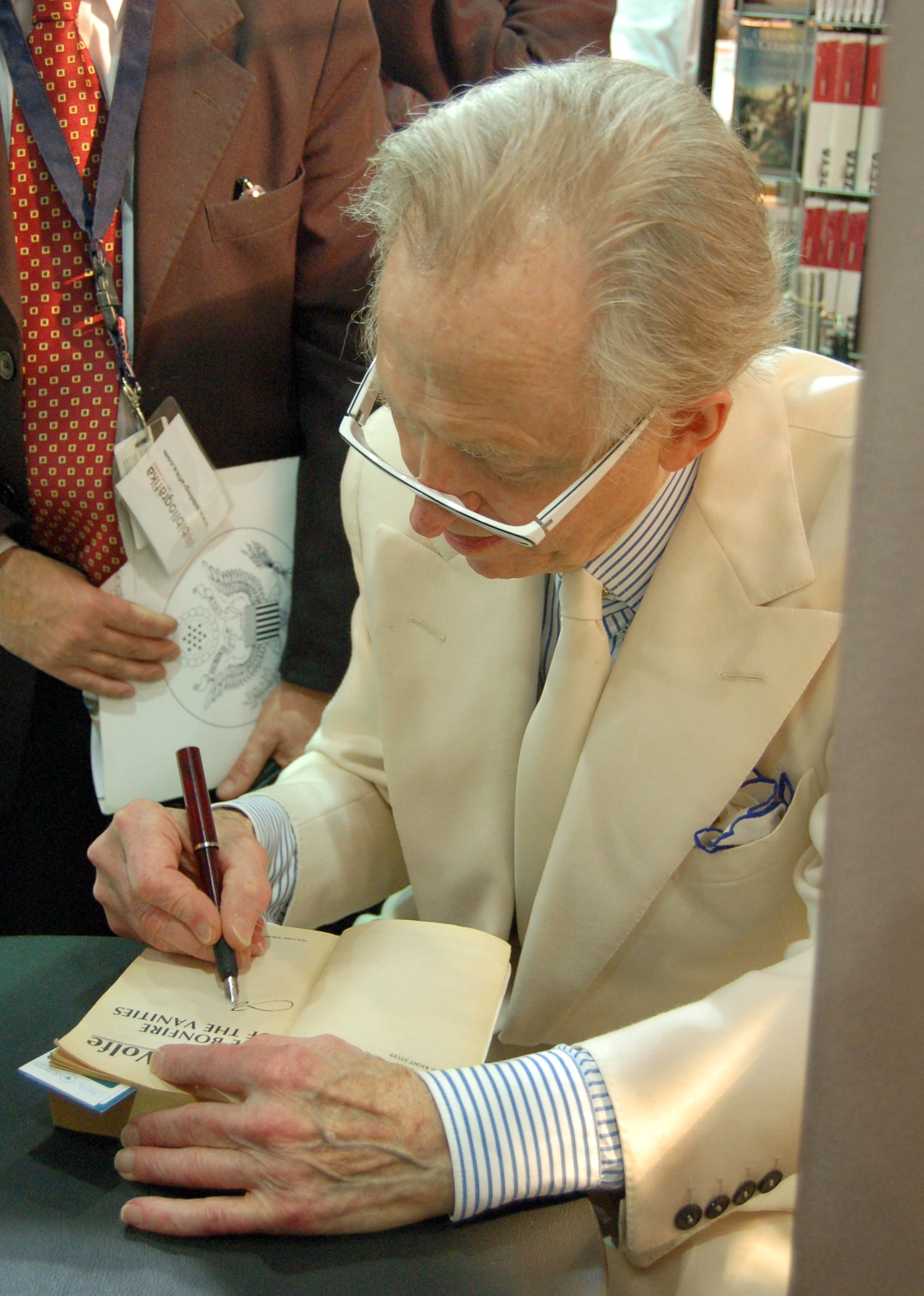
El autor, Tom Wolfe firmando un ejemplar en la Feria Internacional del Libro de Buenos Aires en 2008

La hoguera de las vanidades (en inglés, The Bonfire of the Vanities) es una novela del escritor estadounidense Tom Wolfe, publicada en 1987, una sátira sobre las costumbres de la sociedad de Nueva York en la década de 1980 en la que se recrea el universo de los adinerados ejecutivos de finanzas y sus interacciones con el resto de la sociedad.
El título se inspira en la Hoguera de las vanidades, evento histórico ocurrido en Florencia, Italia, a fines del siglo XV. Con ello, Wolfe trataba de explicar hasta qué punto el dinero y la fama resultan inútiles para salvar a un individuo cuando se reúnen en su contra situaciones y circunstancias desfavorables, para lo cual emplea como "fondo histórico" la sociedad neoyorquina de los años 80, mostrando un cuadro de hipocresía y juego de apariencias en el cual las convenciones sociales cambian de acuerdo a las conveniencias del momento. 
Esta fue la primera novela de Tom Wolfe, autor dedicado hasta entonces al periodismo y al ensayo. Debido al éxito de público, la novela fue luego adaptada al cine con título homónimo en 1990, dirigida por Brian De Palma y protagonizada por Bruce Willis, Tom Hanks y Melanie Griffith.

## Argumento
Un muy adinerado corredor de la bolsa de valores de Nueva York, Sherman McCoy, lleva un lujoso estilo de vida al punto de considerarse a sí mismo "dueño del Universo" en sus palabras. Tiene una hija, Campbell, y una esposa, Judy, pero tiene como amante a una mujer casada, María Ruskin. Una noche, Sherman acude en su automóvil de marca Mercedes-Benz al aeropuerto John F. Kennedy a recoger a Maria, pero en el camino de regreso entran por accidente al barrio del Bronx. 
En una calle desierta McCoy halla el camino bloqueado por llantas y latas, él baja del auto para despejar la vía, pero se le acercan dos jóvenes de raza negra. Tomando a los dos muchachos por ladrones, McCoy corre de vuelta al auto mientras María toma el volante y acelera para recoger a McCoy, pero en la confusión embiste a uno de los jóvenes, Henry Lamb.
Al día siguiente la noticia del atropello de Lamb llega a oídos de Peter Fallow, un alcohólico periodista del tabloide City Light, quien ve en el hecho una oportunidad para resucitar su decadente carrera, exigiendo justicia para un pobre adolescente negro atropellado por un adinerado conductor de raza blanca. Fallow es puesto en contacto con el reverendo Reginald Bacon, un clérigo de raza negra muy conocido en El Bronx que aprovecha la ocasión del atropello a Lamb para publicitarse como defensor de la comunidad afroamericana e impulsar un proyecto de viviendas sociales en El Bronx, con el cual el mismo Bacon espera ganar mucho dinero. 
Fallow, en connivencia con Bacon, escribe una serie de artículos en el City Light con una retórica exaltada, exigiendo la condena del autor del atropello porque "la justicia debe ser igual para todos", contrastando la situación de un acusado blanco y adinerado atropellando en su auto a un joven negro sin fortuna. Por su lado, el reverendo Bacon impulsa protestas callejeras a las cuales Fallow da amplia cobertura de prensa, generando un impacto en la opinión pública contrario a McCoy.
La policía sospecha de McCoy al negarse éste con torpeza a colaborar con los agentes en una comprobación rutinaria para localizar el auto Mercedes causante del accidente, dando respuestas evasivas ante los agentes, poco después McCoy es identificado por el joven que acompañaba a Henry Lamb en el momento del atropello, quien ha sido detenido por traficar con crack. Ante lo hallado, el caso de McCoy se encarga al fiscal de distrito Abe Weiss. 
No obstante, Weiss vive obsesionado por ascender en su carrera judicial, para lo cual precisa el apoyo de la comunidad afroamericana e hispana. En busca de dicho apoyo, Weiss aprovecha la ocasión para presionar por el arresto de McCoy. Para ello cuenta con su asistente, el joven y ambicioso ayudante de fiscal Larry Kramer, a quien Weiss encarga buscar pruebas de un posible crimen. 
Kramer busca las pruebas necesarias contra McCoy para impresionar a su jefe, pero también para seducir a una atractiva testigo de un juicio previo llamada Shelly Thomas; pese a su esfuerzo, Kramer descubre que las únicas pruebas son las respuestas evasivas que dio McCoy en su interrogatorio policial y el testimonio del muchacho detenido, lo cual no basta a Weiss para sostener una acusación. 
Aun con la ausencia de pruebas, gracias al impacto mediático causado por los artículos demagógicos de Peter Fallow en el City Light, Kramer logra que se ordene el arresto de McCoy y solicita una fianza de 250.000 dólares, muy superior a los diez mil dólares fijados antes por la fiscalía. McCoy consigue pagar la fianza, pero su arresto y la mala fama creada por los artículos de Fallow y por las ruedas de prensa del reverendo Bacon causan su ruina: Judy lo abandona llevándose a la pequeña Campbell, pierde su empleo en la Bolsa, y sus millonarios amigos huyen de él.   
Fallow descubre que fue María Ruskin quien embistió realmente a Henry Lamb, usando el auto de McCoy, pero que ella ha huido al extranjero. Fallow teme que su campaña de prensa junto al reverendo Bacon se desplome si llega a saberse la verdad, por lo cual intenta localizar a Maria. Para lograrlo, Fallow se entrevista en un lujoso restaurante francés con el millonario Arthur Ruskin, esposo de Maria, con la excusa de un reportaje sobre sus actividades empresariales. No obstante, mientras su vida a Fallow, Arthur Rukin sufre un ataque y muere (lo cual enoja al maître del local por la "mala publicidad"). 
María vuelve a los EE. UU. para el funeral de Arthur y allí McCoy le pide participar en el caso al ser "la única testigo" de los hechos. Kramer también se entera del vínculo entre McCoy y María Ruskin, consigue ubicar a María y le exige acusar a McCoy cuando vaya a declarar en el juicio, o de lo contrario ella será acusada de cómplice del atropello. 
María acepta el requerimiento y acusa a McCoy en la siguiente audiencia, pero después de ello la propia María se entrevista con McCoy y le revela la "oferta" de Kramer, sin saber que ella está siendo grabada en una cinta magnetofónica. Tommy Killian, el abogado de McCoy, accede a la cinta y la presenta al tribunal alegando que María contradice su testimonio ante el jurado, anulando el valor de la única prueba decisiva de Kramer. Ante ello, el juez declara entonces como inválido el testimonio de María y cierra el caso al no ser posible demostrar la culpabilidad de McCoy.

#### Epílogo
El epílogo de la novela muestra, mediante un artículo ficticio de The New York Times, que el nuevo juicio de McCoy se paralizó pues el jurado no se pone de acuerdo: los blancos lo absuelven y los negros lo condenan. Kramer es expulsado del caso tras descubrirse que usó el apartamento de McCoy para tener encuentros sexuales con Shelly Thomas. Para colmo, McCoy no puede disponer de su dinero pues éste fue embargado en un juicio que la familia de Henry Lamb entabla pidiendo una indemnización de 12 millones de dólares, aunque es imposible entregarles ese dinero mientras no se resuelva una apelación de McCoy ni el juicio por atropello. 
Asimismo, se informa que María Ruskin evitó ser acusada del atropello y se casó de nuevo, mientras que el fiscal Weiss logró su reelección, y Peter Fallow ganó un Premio Pulitzer tras lo cual se casó con la hija de Gerald Steiner, el dueño del tabloide City Light.  Como ironía, el mismo epílogo revela que Henry Lamb, la víctima del atropello, ha sido prácticamente olvidado por todos y ha muerto a causa de sus heridas.